# Nagrade i nominacije Keanua Reevesa
Ovo je popis nagrada i nominacija kanadskog glumca Keanua Reevesa.

## Bambi Awards
| Godina | Nominirano djelo        | Nagrada                           | Rezultat |
| ------ | ----------------------- | --------------------------------- | -------- |
| 2008.  | Dan kad je Zemlja stala | Najbolji glumac - internacionalno | dobitnik |

## Blockbuster Entertainment Awards
| Godina | Nominirano djelo | Nagrada                                                  | Rezultat |
| ------ | ---------------- | -------------------------------------------------------- | -------- |
| 2000.  | The Matrix       | Najbolji glumac u akcijskom/znanstvenofantastičnom filmu | dobitnik |

## CinemaCon
| Godina | Nominirano djelo | Nagrada        | Rezultat |
| ------ | ---------------- | -------------- | -------- |
| 2016.  | John Wick        | Vanguard Award | dobitnik |

## Csapnivalo Awards
| Godina | Nominirano djelo | Nagrada                                                                           | Rezultat |
| ------ | ---------------- | --------------------------------------------------------------------------------- | -------- |
| 2000.  | The Matrix       | Najbolji glumac u glavnoj ulozi (zajedno s Hughom Grantom u Ja u ljubav vjerujem) | dobitnik |

## Hollywoodska staza slavnih
| Godina | Nominirano djelo | Nagrada          | Rezultat |
| ------ | ---------------- | ---------------- | -------- |
| 2005.  |                  | Doprinos u filmu | dobitnik |

## Kids' Choice Awards
| Godina | Nominirano djelo | Nagrada                 | Rezultat   |
| ------ | ---------------- | ----------------------- | ---------- |
| 1995.  | Brzina           | Najbolji filmski glumac | nominacija |

## MTV Movie Awards
| Godina | Nominirano djelo    | Nagrada                                                                                      | Rezultat   |
| ------ | ------------------- | -------------------------------------------------------------------------------------------- | ---------- |
| 2004.  | The Matrix Reloaded | Najbolji poljubac (zajedno s Monicom Bellucci) Najbolja borba (zajedno s Hugom Weavingom)    | nominacija |
| 2000.  | The Matrix          | Najbolja muška izvedba Najbolja borba (zajedno s Laurenceom Fishburneom)                     | dobitnik   |
| 2000.  | The Matrix          | Najbolji duo (zajedno s Laurenceom Fishburneom)                                              | nominacija |
| 1996.  | Šetnja u oblacima   | Najpoželjniji muškarac Najbolji poljubac (zajedno s Aitanom Sánchez-Gijón)                   | nominacija |
| 1995.  | Brzina              | Najbolji duo (zajedno sa Sandrom Bullock)                                                    | dobitnik   |
| 1995.  | Brzina              | Najbolja muška izvedba Najpoželjniji muškarac Najbolji poljubac (zajedno sa Sandrom Bullock) | nominacija |
| 1992.  | Pakleni val         | Najpoželjniji muškarac                                                                       | dobitnik   |

## MTV Movie Awards, Meksiko
| Godina | Nominirano djelo    | Nagrada               | Rezultat   |
| ------ | ------------------- | --------------------- | ---------- |
| 2004.  | The Matrix Reloaded | Najseksipilniji junak | nominacija |

## Nagrada Saturn
| Godina | Nominirano djelo | Nagrada         | Rezultat   |
| ------ | ---------------- | --------------- | ---------- |
| 2000.  | The Matrix       | Najbolji glumac | nominacija |

## Teen Choice Awards
| Godina | Nominirano djelo       | Nagrada                                           | Rezultat   |
| ------ | ---------------------- | ------------------------------------------------- | ---------- |
| 2006.  | Kuća na jezeru         | Najbolji poljubac (zajedno sa Sandrom Bullock)    | dobitnik   |
| 2004.  | The Matrix Revolutions | Najbolji filmski glumac – drama/akcijska avantura | nominacija |
| 2003.  | The Matrix Reloaded    | Najbolji filmski glumac – drama/akcijska avantura | nominacija |

## World Stunt Awards
| Godina | Nominirano djelo | Nagrada                | Rezultat |
| ------ | ---------------- | ---------------------- | -------- |
| 2004.  |                  | Počasna nagrada Taurus | dobitnik |

## Zlatna malina
| Godina | Nominirano djelo                  | Nagrada                                                                                               | Rezultat   |
| ------ | --------------------------------- | --- | ---------- |
| 2015.  |                                   | Iskupitelj (engl. Redeemer; od šesterostruko nominiranog glumca do pozitivno ocijenjenog Johna Wicka) | nominacija |
| 2005.  |                                   | Najgori gubitnik Zlatne maline u njezinih prvih 25 godina (s ukupno 7 nominacija)                     | nominacija |
| 2002.  | Slatki studeni Hardball           | Najgori glumac                                                                                        | nominacija |
| 2001.  | Lovac                             | Najgori sporedni glumac                                                                               | nominacija |
| 1997.  | Lančana reakcija                  | Najgori glumac                                                                                        | nominacija |
| 1996.  | Šetnja u oblacima Johnny Mnemonic | Najgori glumac                                                                                        | nominacija |
| 1994.  | Mnogo vike ni za što              | Najgori sporedni glumac                                                                               | nominacija |

## Vanjske poveznice
- Keanu Reeves u internetskoj bazi filmova IMDb-u (engl.)